# Trojan Records
La Trojan Records è una importante etichetta discografica britannica specializzata in musica giamaicana come ska, rocksteady, reggae, e dub. L'etichetta opera sotto il gruppo Sanctuary Records Group.

## Biografia
La Trojan Records, fondata nel 1968, è stata una delle maggiori etichette discografiche del Regno Unito che ha permesso lo sviluppo della musica ska, rocksteady e reggae. Il fondatore Lee Gopthal, ha collaborato con Chris Blackwell della Island Records per gli ordini via e-mail, che hanno permesso a Gopthal di fondare un record store chiamato Musicland che è divenuto parte della catena dei Musik City Record Shops.
La funzione principale della Trojan Records non era di migliorare o trovare nuovi artisti ma serviva da sottoetichetta della Island Records. Il successo che le ha portato ingenti guadagni è stato solo grazie alla musica giamaicana fornita da produttori come Lee "Scratch" Perry, Duke Reid, Byron Lee e Leslie Kong.

## Le etichette discografiche minori della Trojan Records
- Amalgamated
- Attack
- Big
- Big Shot
- Blue Cat
- Bread
- Clandisc
- Doctor Bird
- Down Town
- Duke
- Dynamic
- Explosion
- Gayfeet
- GG
- GPW
- Green Door
- Harry J
- High Note
- Horse
- Hot Rod
- Jackpot
- Joe
- Moodisc
- Pressure Beat
- Randy's
- Smash
- Song Bird
- Summit
- Techniques Records
- Treasure Isle
- Upsetter